# Hanns Herrmann Wostromirsky von Rockittnigk
Johann (Hanns) Herrmann Wostromirsky von Rockittnigk (* 14. August 1647 in Dresden; † 7. Februar 1718 ebenda) war ein königlich-polnischer und kurfürstlich-sächsischer General der Infanterie und Kommandant der Residenzfestung Neu-Dresden.

## Herkunft
Sein Großvater war vor der Verfolgung der Protestanten von Böhmen nach Sachsen geflohen. Er war Besitzer der Güter Mlaudigow und Skarizov im Kreis Königsberg. Die Familie kam nach Meissen, wo man das Gut Altkotitz kaufte. Sein Vater Nikolaus Wostromirsky von Rockittnigk († 29. März 1676) ging später in schwedische Dienste und stieg dort bis zum Rittmeister auf. Seine Mutter war Barbara Magdalena Materna von Kwetnitz, die Tochter des Rittmeisters Johann Georg Materna.

## Leben
Hanns Herrmann erhielt seine Schulbildung auf der Fürstenschule in Grimma. Anschließend ging er 1664 in braunschweig-lüneburgische Dienste, wo er in das Regiment Mallisons kam. Er diente dort drei Jahre als Musketier und Gefreiter. 1667 wechselte er in das Regiment Bernhard von Holstein, das als spanisches Regiment in den Niederlanden stand. Er war dort zwei Jahre und 4 Monate Gefreiten-Korporal und dann 8 Monate Cornet. Aber 1670 wurde das Regiment aufgelöst und er nahm nun holländische Dienste, wo er nur als Gefreiter in das Regiment Tortens kam; Ende des Jahres aber wechselte er in das Regiment Königsmark, anschließend Pfalzgraf von Birkenfeld. Dort erhielt er ein Fähnlein und wurde 1672 Leutnant. Bereits 1673 stieg er zum Kapitänleutnant auf und erhielt 1676 als Kapitän eine eigene Kompanie. 1677 rief der sächsische Kurfürst Johann Georg II. ihn in seine Armee zurück. Aber am 10. August 1678 wurde der Friede von Nimwegen geschlossen und die Armee wurde reduziert und nicht erweitert. Hanns Herrmann blieb aber drei Jahre Dresden. Als aber Kurfürst Johann Georg III. das Regiment übernahm, übernahm er Wostromirsky als Kapitän in das Leibregiment zu Fuß, aber das Regiment musste dann doch von 12 auf 8 Kompanien reduziert werden. Daher wurde er dann Adjutant der Garde in Dresden und Regiments-Quartiermeister. Aber 1683 erhielt er dann doch noch eine Kompanie, die er sieben Jahre lang kommandierte. 1690 kam er als Major in das Regiment Reuß. 1692 wurde unter Kurfürst Johann Georg IV. eine Leibgarde von Grand-Mousquetairs gegründet. Das Kommando erhielt der Freiherr von Meusebach, Wostromirsky kam als Major in das Regiment. 1694 wechselte er als Oberstleutnant in das Regiment Dohna, was aber bereits 1696 wieder aufgelöst wurde. Wostromirsky wurde dann als Oberstleutnant der Garde aggregiert. 1697 kam er als Oberstleutnant in das Infanterie-Regiment Röbel und wurde 1698 Oberst der Garde in Dresden. Er zog mit dem Regiment in den Nordischen Krieg und wurde nach Eroberung der Dünamünder Schanze 1700 in Riga zum Generalmajor befördert. Im August 1705 wurde er zum Kommandant von Dresden ernannt und zum Generalleutnant der Infanterie befördert. Aber 1706 wurde er in der Schlacht bei Fraustadt angeschossen und geriet in schwedische Gefangenschaft, die er in Stockholm verbrachte und dann gegen den General Mayerfeld ausgetauscht. Am 25. November 1714 wurde er dann zum General der Infanterie ernannt. Er starb am 7. Februar 1714 in Dresden.
Er wurde am 14. Februar 1718 in der Kreuzkirche in Dresden beigesetzt. Die dabei gehaltene Leichenpredigt erschien in Druck. Am Begräbnis nahm auch der spätere General Carl Joachim Römer teil. Seine Leiche wurde am 15. im Erbbegräbnis in der Kirche Unser Lieben Frauen von Dahlen beigesetzt.

## Familie
Wostromirsky heiratete 1677 mit Dorothea Magdalene von Döring (* 10. April 1656; † 15. April 1720), eine Tochter des August von Döring (* 1620; † 1682) aus dem Haus Dahlen. Das Paar hatte fünf Töchter. Da er keinen Sohn hatte starb das Geschlecht mit ihm. Seine fünf Töchter waren:
- Johanna Dorothea († 1680)
- Rahel Sophia († 16. August 1761) ⚭ Friedrich Leberecht von Damnitz († 1737)[4]
- Johanna Charlotte, 1718 unverheiratet
- Dorothea Helene ⚭ Bonaventura Kurnatowski de Bytyn, kursächsischer Kammerherr
- Christiane Henriette ⚭ Oberst N.N. von Hoverbeck († 1718 ?)